# سداسي فلورو البروبيلين
سداسي فلورو البروبيلين عبارة عن مركب صيغته  C3F6 . وهو ألكين فلوروكربون والذي يستبدل جميع ذرات الهيدروجين في البروبلين بذرات الفلور . ويستخدم كوسيط كيميائي .